# Алексеевка (Аитовский сельсовет)
Алексе́евка (баш. Алексеевка) — село в составе Аитовского сельсовета Бижбулякском районе Башкортостана. На 2018 год в селе числилась 1 улица — Центральная.

## География
Располагается на левом берегу реки Чакмагуш. Примыкает к региональной автодороге 80Н-162 «Аитово — Сухоречка». Находится в 21 км к юго-западу от районного центра — села Бижбуляк, и в 182 км к юго-западу от Уфы.

## История
В 2000 году в селе было открыто здание школы.

## Население
| 2002 | 2009 | 2010 |
| ---- | ---- | ---- |
| 227  | ↘220 | ↘187 |